# Fête nationale de la république populaire de Chine

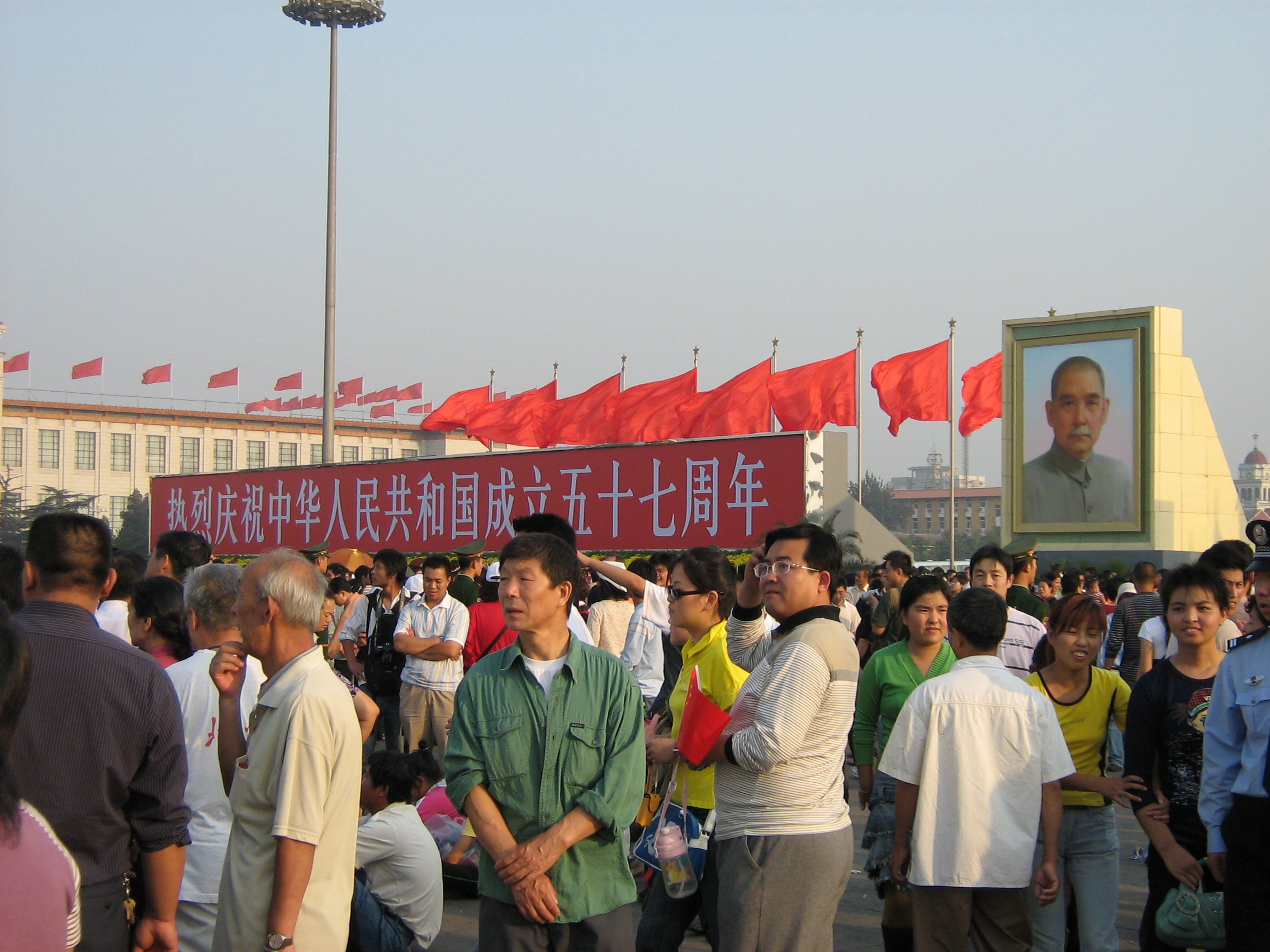
Place Tian'anmen, 2006, fête nationale de la RPC. L'affiche dit « Célébrez chaleureusement le de la fondation de la république populaire de Chine ». Le portrait est celui de Sun Yat-sen.

La fête nationale (chinois simplifié : 国庆节 ; chinois traditionnel : 國慶節 ; pinyin : Guóqìng jié), officiellement la fête nationale de la république populaire de Chine (中华人民共和国国庆节), est célébrée chaque année le 1er octobre en république populaire de Chine. C'est un jour férié commémorant la création de la république populaire le 1er octobre 1949. Elle a été instaurée au cours des dernières années de la guerre civile chinoise, quelques mois avant la retraite du Kuomintang à Taïwan,.
Bien que la fête soit célébrée le 1er octobre, six jours supplémentaires ont été ajoutés au jour férié officiel pour en faire sept jours consécutifs, qui forment l'une des semaines d'or (Golden Week 黄金周). Les détails sont réglementés par le Conseil des affaires de l'État, mais de façon générale c'est deux jours du week-end, le jour de la fête nationale, deux autres jours fériés, et deux jours de week-end déplacés. Des festivités et des concerts ont généralement lieu dans tout le pays le jour de la fête nationale, avec certaines années un grand défilé civilo-militaire à Pékin. 

## Historique
La république populaire de Chine est fondée le 1er octobre 1949, avec une cérémonie célébrant la formation du gouvernement central populaire sur la place Tian'anmen. Le premier défilé public de la nouvelle Armée populaire de libération a eu lieu là-bas, à la suite du discours du premier président du pays, Mao Zedong, déclarant officiellement l'établissement officiel de la république. Le gouvernement populaire central a adopté la « résolution sur la fête nationale de la république populaire de Chine » le 2 décembre 1949 et a institué le 1er octobre comme date de la fête nationale.

## Célébrations nationales
La fête nationale marque le début de l'une des trois semaines d'or en RPC. 
La journée est célébrée dans toute la Chine continentale, à Hong Kong et à Macao, avec de nombreuses festivités organisées par le gouvernement, y compris des feux d'artifice et des concerts, ainsi que des événements sportifs et culturels. Les lieux publics, comme la place Tian'anmen à Pékin, sont décorés sur un thème festif. Des portraits de dirigeants vénérés, tels que Mao Zedong, sont exposés publiquement.

### Cérémonie de dépôt de gerbes au monument aux Héros du peuple
De 2004 à 2013, une cérémonie nationale de dépôt de gerbes a eu lieu le jour de la fête nationale sur la place Tian'anmen à la suite de la cérémonie de levée du drapeau des années sans défilé. Cette cérémonie était axée autour du monument aux Héros du peuple, construit en 1958 en souvenir des millions de Chinois qui ont péri pendant les longues années de lutte nationale. Depuis 2014, la cérémonie a lieu le 30 septembre, le National Memorial Day, la veille de la fête nationale. Celle-ci est présidée par le secrétaire général du Parti communiste chinois (le chef suprême de la Chine) ainsi que d'autres membres du parti et hauts dignitaires.

### Publication de la liste des honneurs de la fête nationale (National Day Honours List)
Une vieille tradition, ravivée en 2019, est la publication de la liste des honneurs de la fête nationale par le Conseil des affaires de l'État. C'est une mesure de gratitude nationale et de reconnaissance des services rendus par un certain nombre de personnes, tant locales qu'étrangères, dans la fonction militaire, dans la fonction publique, dans des actions caritatives. Ce sont des modèles pour le peuple, en contribuant à la croissance de l'économie et au prestige sportif de la nation, en favorisant les relations diplomatiques avec les pays du monde, en préservant et en promouvant la culture et les arts chinois. L'État leur remet des médailles et des titres honorifiques. Le président et le secrétaire général président la cérémonie de remise des prix, qui a généralement lieu dans la grande salle du peuple quelques jours avant la fête nationale. 

### Cérémonie de lever du drapeau national
Depuis de nombreuses années, La cérémonie de lever du drapeau, à 6 h du matin le jour de la fête nationale, est l'acte le plus important des années sans défilé. Cette cérémonie se tient sur la place Tian'anmen. Depuis 2017, la compagnie des gardes des couleurs du bataillon de la garde d'honneur de la garnison de Pékin (北京卫戍区仪仗大队) est présente pour la cérémonie avec la fanfare nationale de l'Armée populaire de libération. Jusqu'en 2016, les unités de la police armée populaire de Pékin fournissaient des hommes pour la garde des couleurs. La cérémonie est ouverte au grand public et aux touristes. Elle est largement télévisée.

### Défilé national civilo-militaire

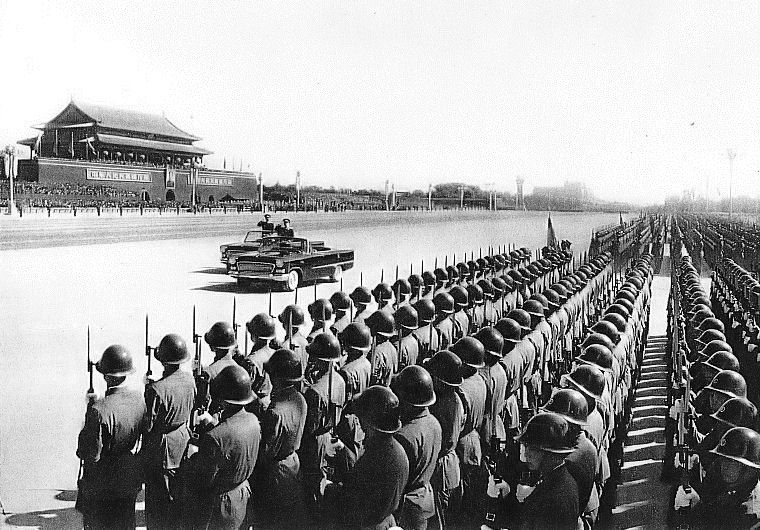
Le maréchal Lin Biao inspectant les soldats lors du défilé militaire du 10e anniversaire en 1959.

Le défilé civilo-militaire de l'Armée populaire de libération, de la Police armée du peuple et de la milice, avec des représentants du peuple de tous les horizons, y compris les jeunes pionniers de Chine, a lieu certaines années de la fête nationale, le matin. Depuis 1984, ce défilé est télévisé sur la télévision centrale de Chine (et diffusé dans le monde entier via la télévision par satellite et par câble). C'est un des moments forts des célébrations nationales à Pékin.
De 1950 à 1959 les défilés étaient annuels, puis le PCC a décidé que la fête serait célébrée « avec frugalité ». Un défilé eut lieu à nouveau en 1984, puis en 1999. Ce dernier débute un nouveau format d'un défilé tous les 10 ans. Deux autres défilés ont donc suivi, en 2009 et 2019,,.
Le défilé est supervisé par le chef suprême, dans son rôle politique en tant que secrétaire général du Parti communiste chinois et dans son mandat constitutionnel en tant que président de la république populaire de Chine, ainsi que dans son rôle militaire en tant que président de la Commission militaire centrale.
Le chef suprême est accompagné sur la tribune de la porte Tian'anmen par :
- le Premier ministre du Conseil des affaires de l'État de la RPC (maître de cérémonie) ;
- les membres de l'Assemblée nationale populaire et de la Conférence consultative politique du peuple chinois ;
- des hauts fonctionnaires du Comité permanent du Politburo et des autres départements du Comité central, du PCC ;
- des conseillers d'État ;
- des dirigeants retraités ;
- des membres du corps diplomatique.

## Galerie

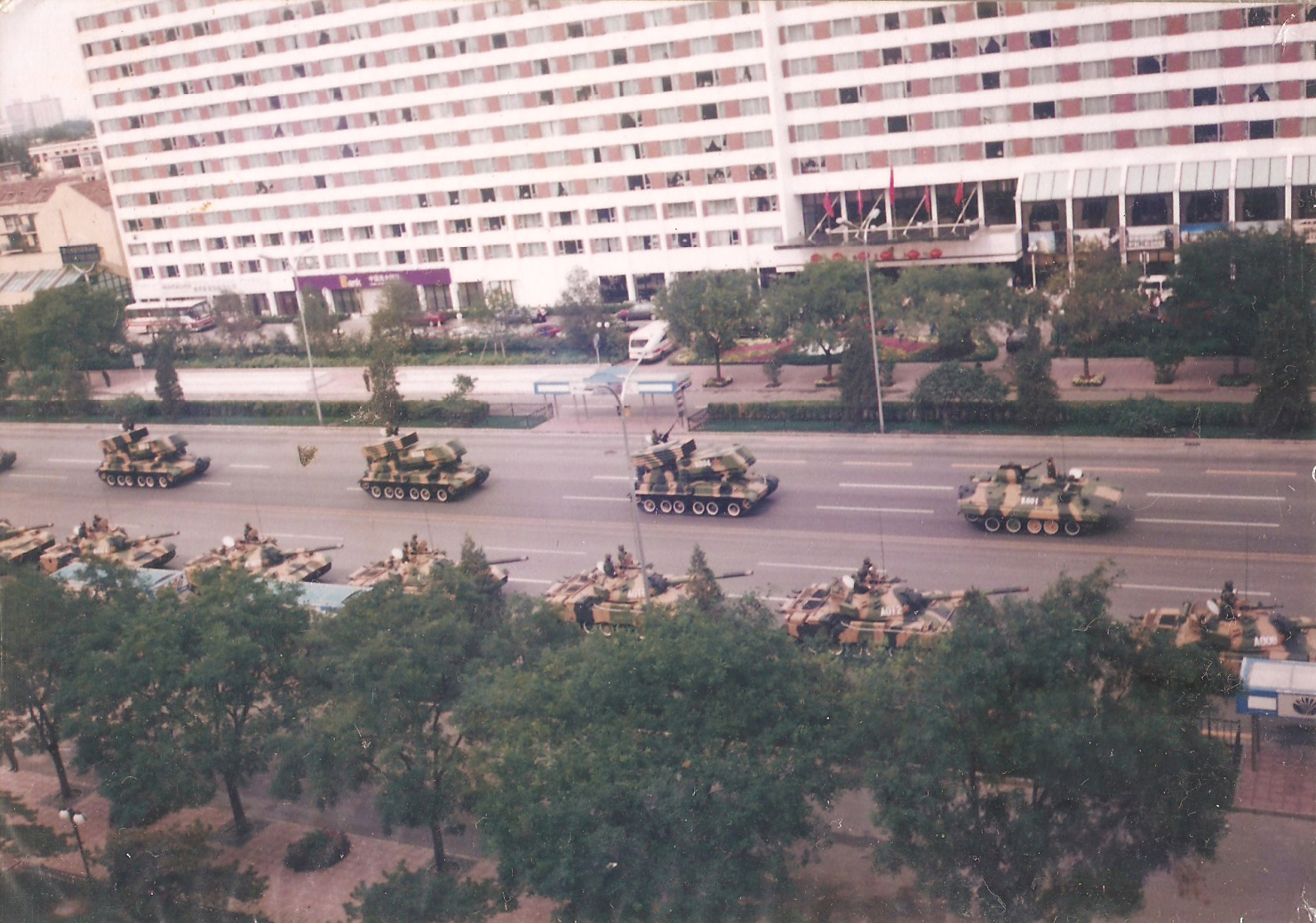
Des véhicules militaires ont été présentés à l'occasion du 50e anniversaire.
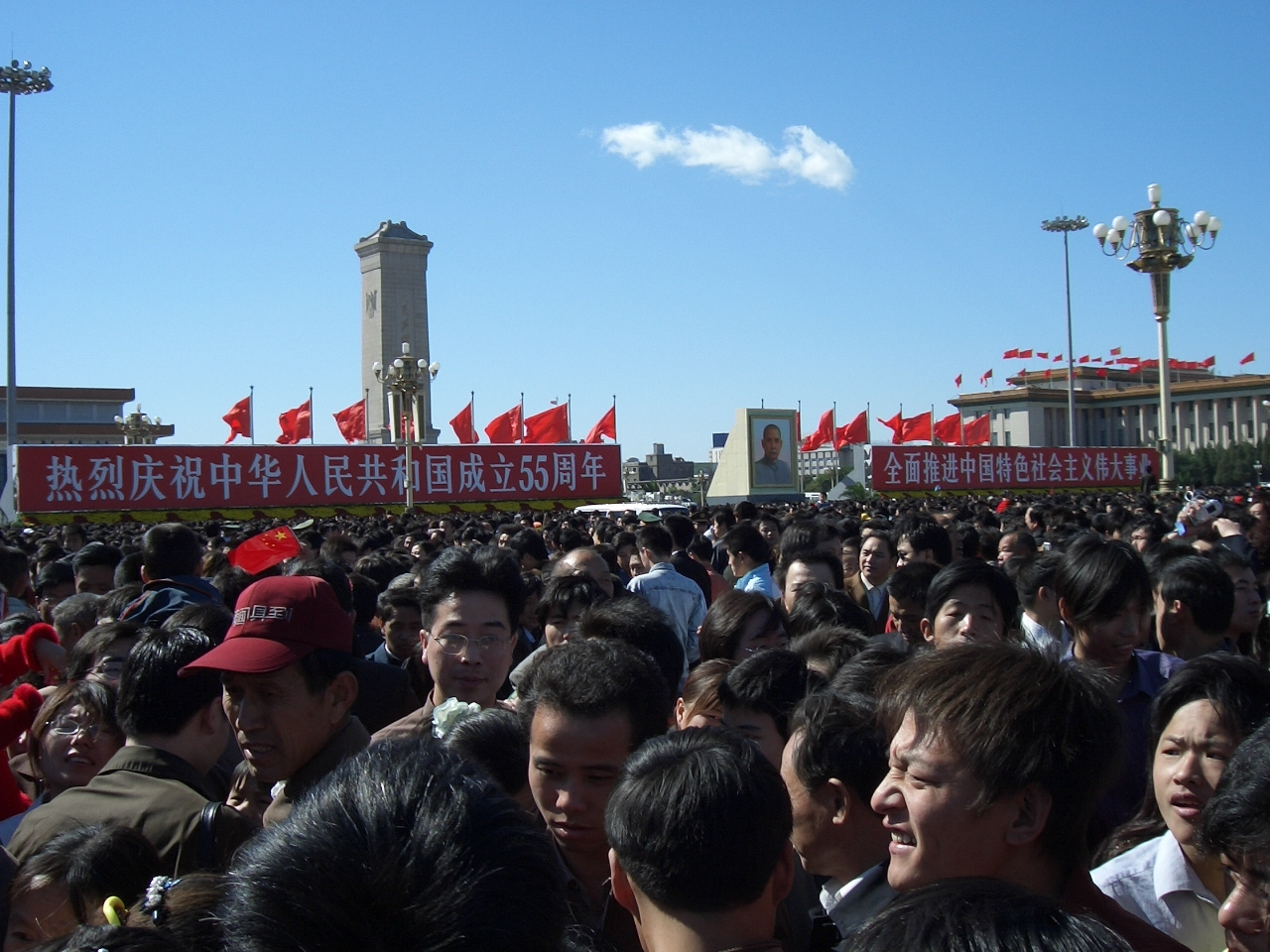
Célébration de la fête nationale 2004 sur la place Tian'anmen, Pékin.
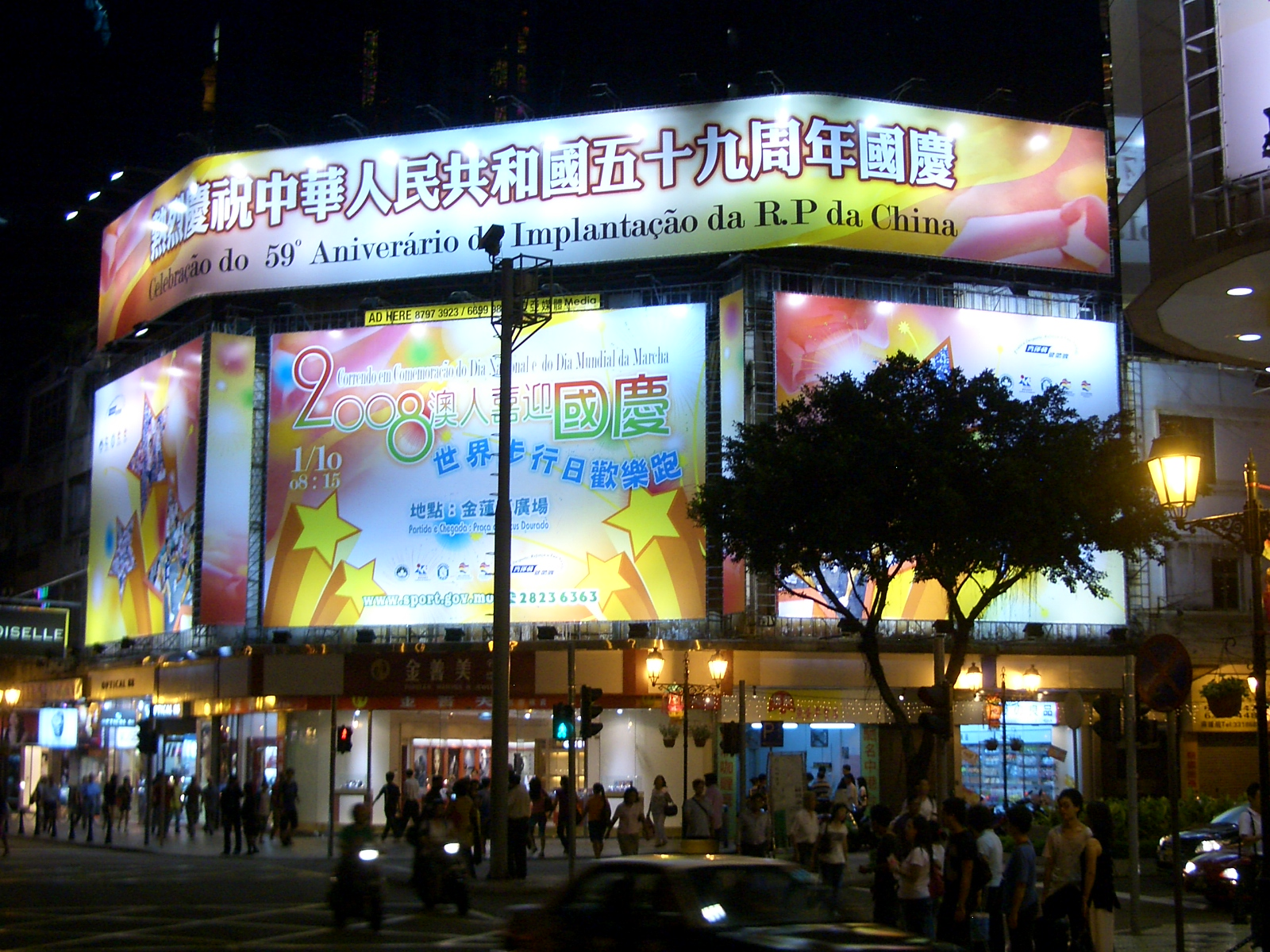
Célébration de la fête nationale en 2008 à Macao.
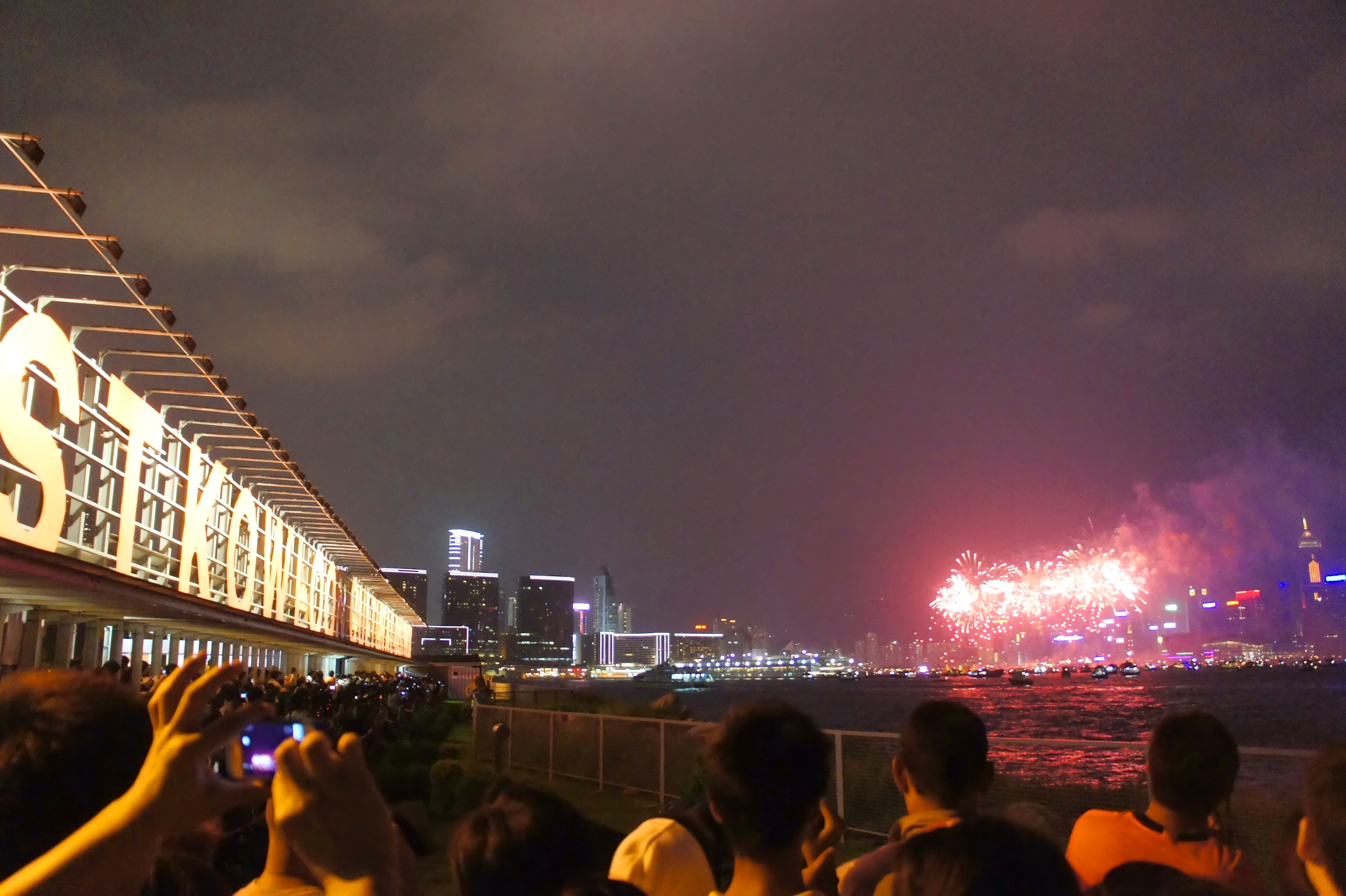
Célébration de la fête nationale en 2012 à Hong Kong.